# Václav Frolec
Václav Frolec (27. září 1934 Ratíškovice – 14. května 1992 Münster) byl český národopisec, folklorista a vysokoškolský pedagog. Mezi jeho hlavní okruhy zájmu patřila materiální lidová kultura, především lidová architektura, lidové zvyky, obyčeje, obřady a slavnosti, vinohradnická kultura, způsob života v karpatské a balkánské oblasti, etnomuzikologie a problémy etnicity. Věnoval se také metodologii a teorii etnografického terénního výzkumu a otázkám definice etnografických fenoménů.

## Život
Václav Frolec se narodil roku 1934 v Ratíškovicích, kde také vychodil obecnou školu. Poté navštěvoval gymnázium ve Velehradě (1946–1949) a Uherském Hradišti (1949–1953). V roce 1953 začal studovat hudební vědu a národopis na Filozofické fakultě brněnské univerzity, od roku 1954 studoval národopis jednooborově. Studia ukončil roku 1958, poté nastoupil do muzea v Hodoníně, kde pracoval dva roky. V roce 1961 se vrátil na Filozofickou fakultu Univerzity Jana Evangelisty Purkyně v Brně (dnes Masarykova univerzita), kde začal vyučovat na katedře etnografie – na tomto pracovišti (dnes Ústav evropské etnologie FF MU) působil až do konce svého života. V roce 1963 získal titul CSc., o čtyři roky později titul PhDr. V roce 1968 se zde také habilitoval, obdržel titul docent slovanské etnografie. V roce 1990 získal titul profesor pro obor evropský národopis, poté v roce 1991 ještě titul DrSc. Václav Frolec zemřel náhle v květnu 1992 v době svého pobytu na universitě v Münsteru.

## Vědecká a odborná činnost
Z jeho vědeckých úspěchů jmenujme mimo nesmírný etnografický přínos například oživení česko-bulharských vědeckých styků či rozšíření obzorů české etnografie na Balkán. Lze mu vděčit také například za udržení podoby festivalu ve Strážnici, v němž byl dlouhé roky předsedou programové rady. I přesto, že chtěl tento post několikrát opustit, na naléhání svých kolegů v této pozici setrval, především proto, že jeho protikandidáti byli z řad komunistických prominentů a chtěli Strážnici politizovat. S odvoláním právě na strážnický festival také mohla řada etnografů rozvíjet svobodně své odborné práce, což bylo v normalizačních letech často vzácnou výjimkou. Václav Frolec byl také editorem řady publikací edice Lidová kultura, členem výboru Muzejní a vlastivědné společnosti, hlavním tajemníkem a předsedou československé sekce Mezinárodní komise pro studium lidové kultury v Karpatech a na Balkáně a členem výkonné rady Mezinárodní společnosti pro etnografii a folklor Evropy při UNESCO. Z ocenění jeho pracovního úsilí lze jmenovat cenu J. G. Herdera, kterou obdržel na vídeňské univerzitě v roce 1989 za přínos poznání lidové kultury národů střední, východní a jihovýchodní Evropy, a o rok později Mezinárodní cenu G. Pitre–Salomone–Marino. Je důležité podotknout, že Václav Frolec „nikdy a nikde nevedl nepřekročitelnou hranici mezi kulturou hmotnou a duchovní, neboť obě tyto složky se mu v jeho studiích vzájemně prolínaly. Jevy lidové kultury nezkoumal izolovaně, ale v širokých sociálních a geografických souvislostech“.

## Dílo
- Vinohradnické stavby na Slovácku (1966)
- Die Volksarchitektur in Westbulgarien im 19. und zu Beginn des 20. Jahrhunderts (1966)
- Kulturní společenství a interetnické vztahy v lidovém stavitelství v Podunají (1970)
- Bulharské lidové pohádky (1970)
- Vinohradnictví: kapitoly z dějinného vývoje od minulosti do současnosti na Moravě a v Čechách (1973)
- Tradiční vinařství na Moravě: národopisný obraz (1974)
- Lidová architektura na Moravě a ve Slezsku (1974)
- Prostá krása (1984)
- Vánoce v české kultuře (1989)
- Jihomoravská družstevní vesnice: etnografická charakteristika (1989)
- Žarošice: minulost a současnost vesnice v oblasti Žďánického lesa (1986)

### Z kolektivních monografií
- Frolec, Václav – Holý, Dušan – Jeřábek, Richard: Horňácko. Život a kultura lidu na moravsko-slovenském pomezí v oblasti Bílých Karpat. Brno 1966.
- Frolec, Václav - Vařeka, Josef: Encyklopedie Lidová architektura. Praha: SNTL 1983.
- Frolec, Václav a kol.: Horní Věstonice. Společenské a kulturní proměny jihomoravské vesnice. Brno 1984.

### Významné články
- Frolec, Václav – Holý, Dušan: Národopis jako historická věda. NA 1, 1964, s. 2–8.
- Frolec, Václav: K otázce vztahů mezi archeologickými a etnografickými doklady vesnických obydlí. AR 27, 1975, s. 342–345.
- Frolec, Václav: Etnokartografie a studium výročních obyčejů v karpatsko-balkánské oblasti. NA 13, 1976, s. 35–44.
- Frolec, Václav: Časové a sociálně významové proměny výročního obyčeje (Na příkladu jízdy králů). SN 27, 1979, s. 419–448.